# Roemenië op de Olympische Winterspelen 2002
Tijdens de Olympische Winterspelen van 2002, die in Salt Lake City (Verenigde Staten) werden gehouden, nam Roemenië voor de zeventiende keer deel.

## Deelnemers en resultaten
(m) = mannen, (v) = vrouwen 

### Alpineskiën
| Olympiër           | Discipline       | Resultaat | Prestatie                                                        |
| ------------------ | ---------------- | --------- | ---------------------------------------------------------------- |
| Alexandra Munteanu | afdaling (v)     | 33e       | 1.46,29 (+6,73)                                                  |
| Alexandra Munteanu | super g (v)      | 29e       | 1.17,84 (+4,25)                                                  |
| Alexandra Munteanu | reuzenslalom (v) | 41e       | 2.42,20 (+12,19) — 1.22,20+1.20,00                               |
| Alexandra Munteanu | combinatie (v)   | 22e       | 2.58,53 (+15,25) slalom: 1.39,00 — 50,77+48,23 afdaling: 1.19,53 |

### Biatlon
| Olympiër       | Discipline                | Resultaat | Prestatie                                  |
| -------------- | ------------------------- | --------- | ------------------------------------------ |
| Marian Blaj    | 10 km sprint (m)          | 42e       | 27.25,5 (+2.34,2) pen.: 1 (1 + 0)          |
| Marian Blaj    | 12,5 km achtervolging (m) | 55e       | +6.56,6 pen.: 6 (2 + 2 + 1 + 1)            |
| Marian Blaj    | 20 km (m)                 | 51e       | 57.36,8 (+6.33,5) pen.: 3 (1 + 1 + 0 + 1)  |
| Dana Cojocea   | 7,5 km sprint (v)         | 55e       | 24.17,3 (+3.35,9) pen.: 1 (0 + 1)          |
| Dana Cojocea   | 10 km achtervolging (v)   | dnf       | ingehaald                                  |
| Dana Cojocea   | 15 km (v)                 | 61e       | 57.37,0 (+10.07,9) pen.: 5 (2 + 1 + 0 + 2) |
| Alexandra Rusu | 7,5 km sprint (v)         | 72e       | 27.20,0 (+6.38,6) pen.: 6 (3 + 3)          |
| Eva Tofalvi    | 7,5 km sprint (v)         | 61e       | 24.43,7 (+4.02,3) pen.: 3 (2 + 1)          |
| Eva Tofalvi    | 15 km (v)                 | 52e       | 54.36,7 (+7.07,6) pen.: 3 (2 + 0 + 1 + 0)  |

### Bobsleeën
| Olympiër                                                          | Discipline               | Resultaat | Prestatie                                       |
| ----------------------------------------------------------------- | ------------------------ | --------- | ----------------------------------------------- |
| Florian Enache Adrian Duminicel                                   | 2-mansbob (m) Roemenië I | 25e       | 3.14,43 (+4,32) (48,52 / 48,51 / 48,65 / 48,75) |
| Florian Enache Adrian Duminicel Iulian Păcioianu Teodor Demetriad | 4-mansbob (m) Roemenië I | 21e       | 3.11,66 (+4,15) (47,59 / 47,66 / 48,19 / 48,22) |
| Erika Kovacs Maria Spirescu                                       | 2-mansbob (v) Roemenië I | 15e       | 1.40,74 (+2,98) (50,12 / 50,62)                 |

### Kunstrijden
| Olympiër        | Discipline | Resultaat | Prestatie                               |
| --------------- | ---------- | --------- | --------------------------------------- |
| Gheorghe Chiper | mannen     | 23e       | 32,5 p. (korte kür: 23 - lange kür: 21) |
| Roxana Luca     | vrouwen    | 23e       | 35,0 p. (korte kür: 24 - lange kür: 23) |

### Langlaufen
| Olympiër    | Discipline                       | Resultaat | Prestatie                                                       |
| ----------- | -------------------------------- | --------- | --------------------------------------------------------------- |
| Zsolt Antal | sprint (m)                       | 45e       | dnq, kwal.:3.05,24 (+15,17)                                     |
| Zsolt Antal | 30 km vrije stijl massastart (m) | 26e       | 1:14.47,1 (+3.16,1)                                             |
| Zsolt Antal | achtervolging 10 km+10 km (m)    | 59e       | niet geplaatst vrije stijl (klassiek:29.13,0 + vrije stijl:dnq) |

### Rodelen
| Olympiër                            | Discipline | Resultaat | Prestatie                                              |
| ----------------------------------- | ---------- | --------- | ------------------------------------------------------ |
| Ion Cristian Stanciu                | mannen     | 32e       | 3.04,614 (+6,673) (46,176 / 46,203 / 46,080 / 46,155)  |
| Marian Tican                        | mannen     | 34e       | 3.05,299 (+7,358) (46,486 / 46,346 / 46,115 / 46,352)  |
| Eugen Radu                          | mannen     | 44e       | 3.15,327 (+17,386) (56,608 / 46,096 / 46,299 / 46,324) |
| Eugen Radu Marian Tican             | dubbel     | 15e       | 1.27,846 (+1,764) (43,901 / 43,945)                    |
| Ion Cristian Stanciu Robert Taleanu | dubbel     | 16e       | 1.27,956 (+1,874) (43,977 / 43,979)                    |

### Schaatsen
| Olympiër       | Discipline | Resultaat | Prestatie        |
| -------------- | ---------- | --------- | ---------------- |
| Andrea Jakab   | 1000 m (v) | 34e       | 1.19,60 (+5,77)  |
| Andrea Jakab   | 1500 m (v) | 31e       | 2.02,23 (+8,21)  |
| Andrea Jakab   | 3000 m (v) | 24e       | 4.17,03 (+19,33) |
| Daniela Oltean | 1500 m (v) | 36e       | 2.04,48 (+10,46) |
| Daniela Oltean | 3000 m (v) | 29e       | 4.21,73 (+24,03) |

### Shorttrack
| Olympiër       | Discipline | Resultaat | Prestatie                |
| -------------- | ---------- | --------- | ------------------------ |
| Katalin Kristo | 500 m (v)  | 22e       | dnq, vr 1 (3e): 46,956   |
| Katalin Kristo | 1000 m (v) | 20e       | dnq, vr 6 (3e): 1.42,276 |
| Katalin Kristo | 1500 m (v) | 17e       | dnq, vr 2 (4e): 2.28,709 |

Amerikaanse Maagdeneilanden · Andorra · Argentinië · Armenië · Australië · Azerbeidzjan · België · Bermuda · Bosnië en Herzegovina · Brazilië · Bulgarije · Canada · Chili · China · Chinees Taipei · Costa Rica · Cyprus · Denemarken · Duitsland · Estland · Fiji · Finland · Frankrijk · Georgië · Griekenland · Groot-Brittannië · Hongarije · Hongkong · Ierland · IJsland · India · Iran · Israël · Italië · Jamaica · Japan · Joegoslavië · Kameroen · Kazachstan · Kenia · Kirgizië · Kroatië · Letland · Libanon · Liechtenstein · Litouwen · Macedonië · Mexico · Moldavië · Monaco · Mongolië · Nederland · Nepal · Nieuw-Zeeland · Noorwegen · Oekraïne · Oezbekistan · Oostenrijk · Polen · Roemenië · Rusland · San Marino · Slovenië · Slowakije · Spanje · Tadzjikistan · Thailand · Trinidad en Tobago · Tsjechië · Turkije · Venezuela · Verenigde Staten · Wit-Rusland · Zuid-Afrika · Zuid-Korea · Zweden · Zwitserland

Uitgesloten van deelname: Puerto Rico